# 그리즘
그리즘(Grism)은 프리즘과 회절격자를 결합한 광학도구이다. 그리즘을 평행광의 진행경로에 삽입하면 회절 스펙트럼을 형성한다.
그리즘은 파면 감지(wavefront sensing)를 위해 제임스 웨브 우주망원경의 NIRCam 기구에 사용되고 있다.

## 같이 보기
- 회절격자